# Johnny Solinger
Johnny Solinger, all'anagrafe John Preston Solinger (Dallas, 7 agosto 1965 – 26 giugno 2021), è stato un cantante statunitense.

## Biografia
Iniziò la sua carriera nei primi novanta con i Solinger (di cui fu cofondatore insieme al chitarrista John Mott), con cui pubblicherà gli album Solinger, Solinger II e nel 1999 Chain Link Fence. Dal 2000 entrò a far parte degli Skid Row, sostituendo Sebastian Bach. Con la formazione del New Jersey pubblicò Thickskin e Revolutions Per Minute. Nel 2008 uscirà un suo album da solista incentrato principalmente sulle sue influenze country. Negli ultimi anni visse ad Austin, Texas.
Solinger è morto nel 2021 per un'insufficienza epatica da cui soffriva da tempo, probabilmente causata dall'uso di alcool.

## Discografia

### Con i Solinger
- Solinger
- Solinger II
- Chain Link Fence

### Con gli Skid Row
- 2003 – Thickskin
- 2006 – Revolutions per Minute
- 2013 – United World Rebellion: Chapter One
- 2014 – Rise of the Damnation Army - United World Rebellion: Chapter Two